# Верчели (округ)
Округ Верчели (итал. Provincia di Vercelli) је округ у оквиру покрајине Пијемонт у северозападној Италији. Седиште округа покрајине и највеће градско насеље је истоимени град Верчели.
Површина округа је 2.088 km², а број становника 179.677 (2008).

## Природне одлике
Округ Верчели се налази у северозападном делу државе, без излаза на море. Јужна половина округа је равничарског и валовитог карактера, у области Падске низије. Северни део чине планине предњих Алпа. Најважнија река у округу је Серија, која тече његовом источном половином.

## Становништво
По последњим проценама из 2008. године у округу Верчели живи близу 180.000 становника. Густина насељености је средња, око 85 ст/km². Јужна, равничарска половина округа је знатно боље насељена.
Поред претежног италијанског становништва у округу живе и велики број досељеника из свих делова света.

## Општине и насеља
У округу Верчели постоји 86 општина (итал. Comuni).
Најважније градско насеље и седиште округа је град Верчели (45.000 становника) у јужном делу округа.